# Musashimurayama
Musashimurayama (武蔵村山市 -shi) é uma cidade japonesa localizada na província de Tóquio.
Em 2003, a cidade tinha uma população estimada em 66 150 habitantes e uma densidade populacional de 4 303,84 h/km². Tem uma área total de 15,37 km².
Recebeu o estatuto de cidade a 3 de Novembro de 1970.